# رود ماسون
رود ماسون (بالإنجليزية: Rod Mason)‏ هو بواق ومغني بريطاني، ولد في 28 سبتمبر 1940 في بليموث في المملكة المتحدة، وتوفي في 8 يناير 2017.

## وصلات خارجية
- رود ماسون على موقع ميوزك برينز (الإنجليزية)
- رود ماسون على موقع أول ميوزيك (الإنجليزية)
- رود ماسون على موقع ديسكوغز (الإنجليزية)